# غيورغ فريدرش الأول
غيورغ فريدرش الأول (Georg Friedrich I؛ أنسباخ، 5 أبريل 1539 - أنسباخ، 25 أبريل 1603)؛ مرغريف أنسباخ وبايرويت، فضلا عن كونه وصي بروسيا، وكان نجل غيورغ مرغريف براندنبورغ أنسباخ وعضو في من آل هوهنتسولرن، تزوج أولاً من قريبته إليزابيث من براندنبورغ-كوسترين (29 أغسطس 1540 - 8 مارس 1578) حفيدة يواكيم الأول ناخب براندنبورغ وخالة يوهان زيغسمونت ناخب براندنبورغ، توفيت أثناء إقامتهما في بلاط وارسو، حيث مُنح زوجها لقب الدوق من الملك البولندي ستيفان باتوري، ودُفنت في كاتدرائية كونيغسبرغ، ثم في في عام 1579 تزوج من قريبة زوجته الأولى صوفي (30 أكتوبر 1563 - 14 يناير 1639)؛ ابنة فيلهلم دوق براونشفايغ-لونيبورغ ودوروثيا الدنماركية.
حكم غيورغ فريدرش مسقط رأسه أنسباخ في فرانكونيا  وياجرندورف، وسيليزيا العليا منذ عام 1556، وبعد وفاة ابن عمه ألبرشت ألكيبياديس عام 1557، تولى الحكم أيضًا في كولمباخ، وتولى إدارة دوقية بروسيا عام 1577 أثناء مرض ابن عمه الآخر الدوق ألبرشت فريدرش الحاكم آنذاك.
اعتبر آخر سليل السلالة الفرانكونية الأولى من آل هوهنتسولرن، وبعد وفاته ورث أمراء من فرع الانتخابي الأكبر أراضيه براندنبورغ أنسباخ وكولمباخ، وذلك وفقًا لمعاهدة جيرا عام 1598.
أعاد غيورغ فريدرش بناء قصر وحصن بلاسنبورغ اللذين دُمرا خلال حرب المرغريف الثانية (1552-1554). وأصبح القصر أحد أروع مساكن عصر النهضة في ألمانيا. كما بنى حصن فولزبورغ والقصر القديم في بايرويت.
خلال فترة حكمه بين عامي 1557 و1603 في الأراضي الفرانكونية (براندنبورغ-أنسبخ وبراندنبورغ-كولمباخ)، حافظ على السلام وأعاد بناء المدن والقلاع وأسس العديد من المدارس وجامعة.